# Puigpelat
Puigpelat és un municipi de la comarca de l'Alt Camp. El seu nucli històric és medieval.

## Geografia
- Llista de topònims de Puigpelat (Orografia: muntanyes, serres, collades, indrets..; hidrografia: rius, fonts...; edificis: cases, masies, esglésies, etc).

## Història
La història de Puigpelat a partir del segle xii s'identifica totalment amb la de la mal anomenada "comanda hospitalera de Vallmoll" que amb més propietat s'hauria de dir comanda hospitalera de l'Hospitalet de Vallmoll o de Puigpelat.

### La comanda hospitalera de l'Hospitalet de Vallmoll (Puigpelat)
El desconeixement de la història de la comanda hospitalera de Vallmoll, i el fet de portar aquest nom, va fer pensar a historiadors de finals del dinou, Emili Morera i Llauradó (1897) entre d'altres, que aquella casa-convent havia estat situada dins del poble de Vallmoll. L'entrellat el començà a desfer, molts anys després, Pere Català Roca, a Els castells Catalans, en intuir que calia situar l'anomenada comanda de Vallmoll a Puigpelat. L'exhaustiva investigació realitzada fa uns anys per Lluís M. Figueras sobre el senyoriu de Selma (Aiguamúrcia), va aclarir molts aspectes de la història de l'esmentada comanda. Poc després, Joan Fuguet a Templers i hospitalers, I, Guia del Camp… va ampliar l'estudi de la desapareguda casa hospitalera de Puigpelat.
	Així doncs, el convent hospitaler de Vallmoll, malgrat portar aquest nom, mai no va estar situat al poble de Vallmoll sinó al terme de Puigpelat, concretament a l'actual partida de l'Hospitalet. Originàriament, l'Hospitalet i Puigpelat havien estat quadres de l'antic castell de Vallmoll que, en data incerta del segle xii, van ser donades en lliure i franc alou a l'Orde de l'Hospital. Tot sembla indicar que a començaments del segle xiii, els santjoanistes instal·laren allí una comanda que portà per nom "les cases de Vallmoll" o l'Hospitalet.
	El castell de Vallmoll des de l'alta edat mitjana havia tingut jurisdicció sobre un vast territori que constituí la baronia de Vallmoll, l'esdevenidor històric de la qual fou clarament exposat en un estudi de l'arxiu patrimonial que realitzà, l'any 1979, Jaime Salvà, Marquès de la Torre, descendent directe del darrer baró.

### La formació de la comanda
No sabem com ni quan els hospitalers començaren a tenir drets sobre territoris del castell de Vallmoll. La primera notícia (publicada per E. Morera a Tarragona Cristiana) porta data de 1184 i tracta de la concòrdia a què van arribar l'arquebisbe de Tarragona i el castellà d'Amposta, després d'haver pledejat pels delmes de Vallmoll que es quedaven els hospitalers. Encara que el document no ho digui, no hi ha dubte que es referia als delmes de les quadres de l'Hospitalet i de Puigpelat, que ja eren dels santjoanistes.
En aquelles darreres dècades del segle xii, l'orde de l'Hospital (com l'orde del Temple i l'orde del Cister) havia anat rebent, per colonitzar, terres de l'antic i extens terme del Codony (ocupat actualment pels pobles de Vilallonga, el Morell, el Rourell, la Masó, el Milà i la Granja de Santes Creus). Ho sabem per un document del Llibre Blanch de Santes Creus, de 1179, que recull la concòrdia a què arribaren els cistercencs de Santes Creus i els hospitalers, després d'haver-se barallat per l'aigua dels molins del Codony.
Aquestes possessions hospitaleres del Codony, que no sabem quan les van rebre, s'incrementaren, l'any 1187, per la donació que els feu la reina Sança, Sança de Castella i de Polònia, esposa d'Alfons el Cast. El document (publicat per Delaville le Roulx) parla de terres bones, amb prats, pastures i aigua abundant per a moure molins... la qual cosa fa pensar en la quadra de l'Hospital (actual partida dels "Hospitals" del terme del Morell) que trobarem formant part de la comanda de Vallmoll.

### El convent i les seves dependències
Les propietats adquirides pels hospitalers durant la segona meitat del s. XII a Vallmoll i a la rodalia van anar configurant la comanda; tanmateix, no serà fins a 1205 que es trobarà un document (publicat per Joaquim Miret i Sans) que parla explícitament d'un comanador i de diversos frares de Vallmoll.
Les antigues quadres de l'Hospitalet i Puigpelat constituïren el nucli principal de la comanda hospitalera. Les terres de l'Hospitalet, que devien ser les millors, passaren a ser la dominicatura (els domenges) de la casa, i com a tals les conrearen directament els frares. Allí els hospitalers construïren la casa que havia de ser seu de la comanda. Com tots els convents rurals, l'Hospitalet fou un centre d'explotació agropecuària format per un conjunt d'edificis entre els quals, a més dels serveis necessaris per a l'agricultura i la ramaderia, hi havia habitació per als frares i capella. Aquesta fou dedicada a la Mare de Déu de la Llet, i fins a començaments del segle xx en què fou enderrocada va ser un centre de devoció mariana del poble de Puigpelat.
El segon nucli en importància de la comanda va ser el poble de Puigpelat. La proximitat amb l'Hospitalet i el fet que allí hi hagués un antic nucli de població va empènyer els hospitalers a fortificar-lo per convertir-lo en el lloc fort de la comanda on poder-se refugiar els homes de la comanda en cas de perill.
A més d'aquest nucli principal, van formar part de la comanda aquells territoris de la rodalia que l'Orde va anar rebent al llarg del segle XII; és a dir, la quadra del Codony (que actualment és del terme del Morell) i la quadra de Barbens (que és del terme de Cambrils). Després de l'extinció del Temple, passà a formar part de la comanda la quadra del Mas d'en Not (actual terme de Montferri) que abans havia estat dels templers de Barberà. 	

### El procés històric
Un dels aspectes més complicats de la comanda hospitalera de Vallmoll és el que es refereix a les competències jurisdiccionals dels hospitalers i del baró de Vallmoll. El tema de les jurisdiccions és sempre complicat en la història de l'Antic Règim, però, sobretot, ho és en casos com el que estudiem; és a dir, quan es tracta d'un lloc sobre el qual tenien competències un baró i un orde militar internacional, com el Temple o l'Hospital. Com que aquests ordes havien estat dotats d'enormes privilegis, les baralles per les competències estaven assegurades. La comanda de l'Hospitalet de Puigpelat n'és un exemple paradigmàtic. Sortosament, un coneixedor de les institucions medievals com Lluís M. Figueras va dedicar una gran part del seu estudi a aquesta problemàtica.
Els hospitalers no tenien les mateixes prerrogatives dominicals sobre tots els territoris de la comanda. On gaudien de més drets era a l'Hospitalet i a Puigpelat. Així i tot, la jurisdicció criminal d'ambdós llocs havia romàs en mans del baró de Vallmoll. Segons això, els homes de Puigpelat tenien l'obligació de fer serveis d'host i cavalcada pel baró de Vallmoll i s'havien de refugiar al seu castell en cas de perill. Aquesta situació de vassallatge de Puigpelat respecte al baró de Vallmoll no fou mai acceptada pels hospitalers, que esgrimiren contra ella tota mena d'arguments legals procedents dels privilegis que tenia l'orde.
El primer episodi conflictiu per causa de les jurisdiccions es documenta el 1298. Aleshores era baronessa de Vallmoll Guillema de Montcada i Bigorra, filla del vescomte de Bearn i vídua de l'infant Pere, germà de Jaume el Just. El batlle de Vallmoll havia entrat a Puigpelat amb gent armada i havia empresonat cinc homes. L'acció del batlle desagradà a la baronessa, que feu alliberar aquells homes al mateix temps que recordà al seu representant el deure que tenia de protegir, i no pas molestar, els homes de l'Hospital.
En els anys 1333 i 1367 el baró tornà a desautoritzar el seu batlle per qüestions semblants. Un enfrontament molt sonat va tenir lloc l'any 1403; en aquesta ocasió el comanador hospitaler argumentava, en defensa seva, que, en temps de Jaume I, les corts havien disposat que el rei no podia exigir als homes dels ordes -encara que sobre ells tingués la jurisdicció criminal- aquells serveis d'host i cavalcada i de refugi que el baró de Vallmoll exigia de la gent de Puigpelat; per tant, si allò havia estat preceptiu per al rei més ho havia de ser per a un baró com el de Vallmoll. En conseqüència, els homes de l'Hospital no farien serveis d'armes pel baró de Vallmoll, ni es refugiarien al seu castell, i si es donava un cas de perill, anirien a Puigpelat, que per això era vila emmurallada i protegida pel gran prior de Catalunya.

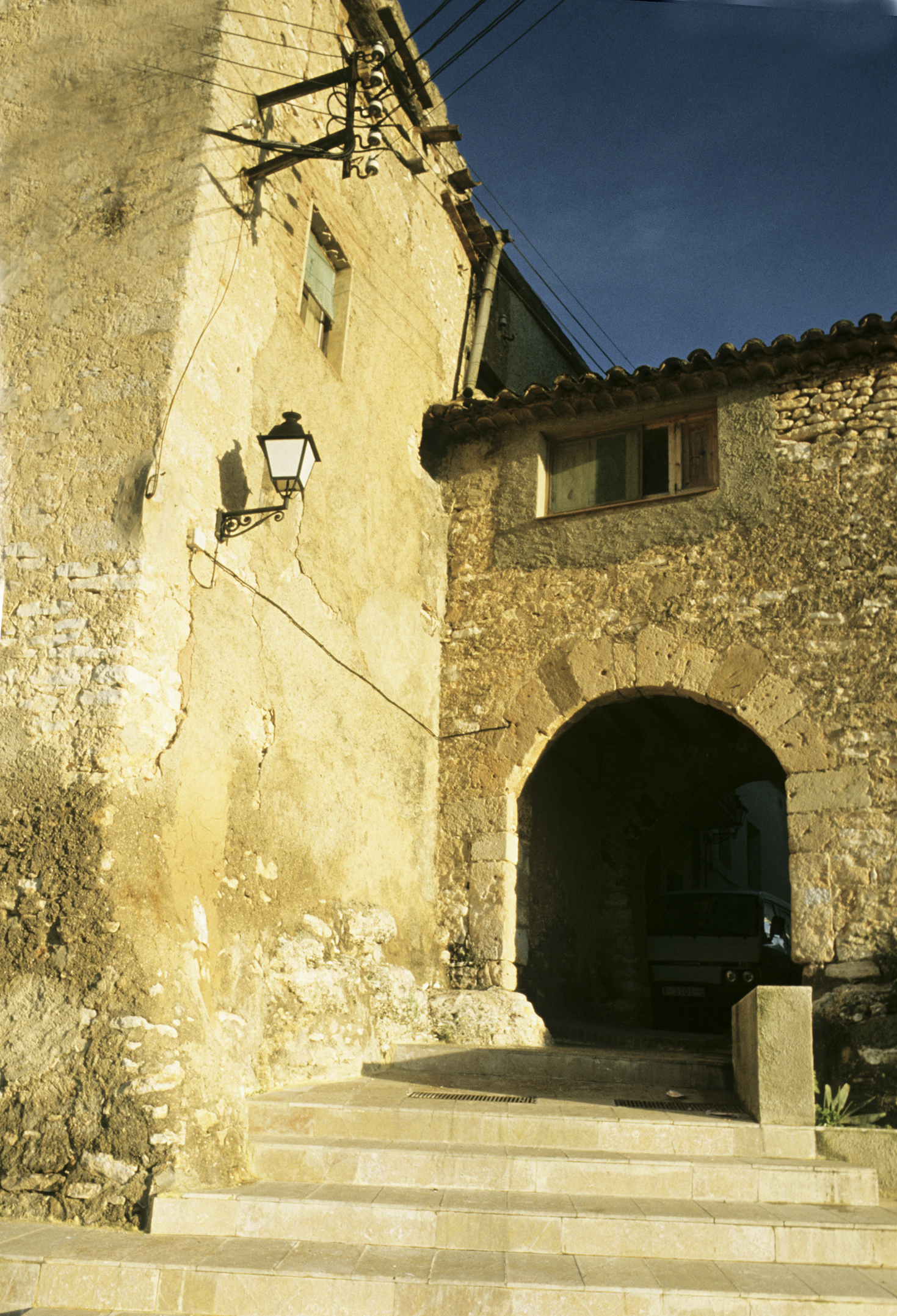
Puigpelat, portal de la vila, probablement d'inicis del s. XV

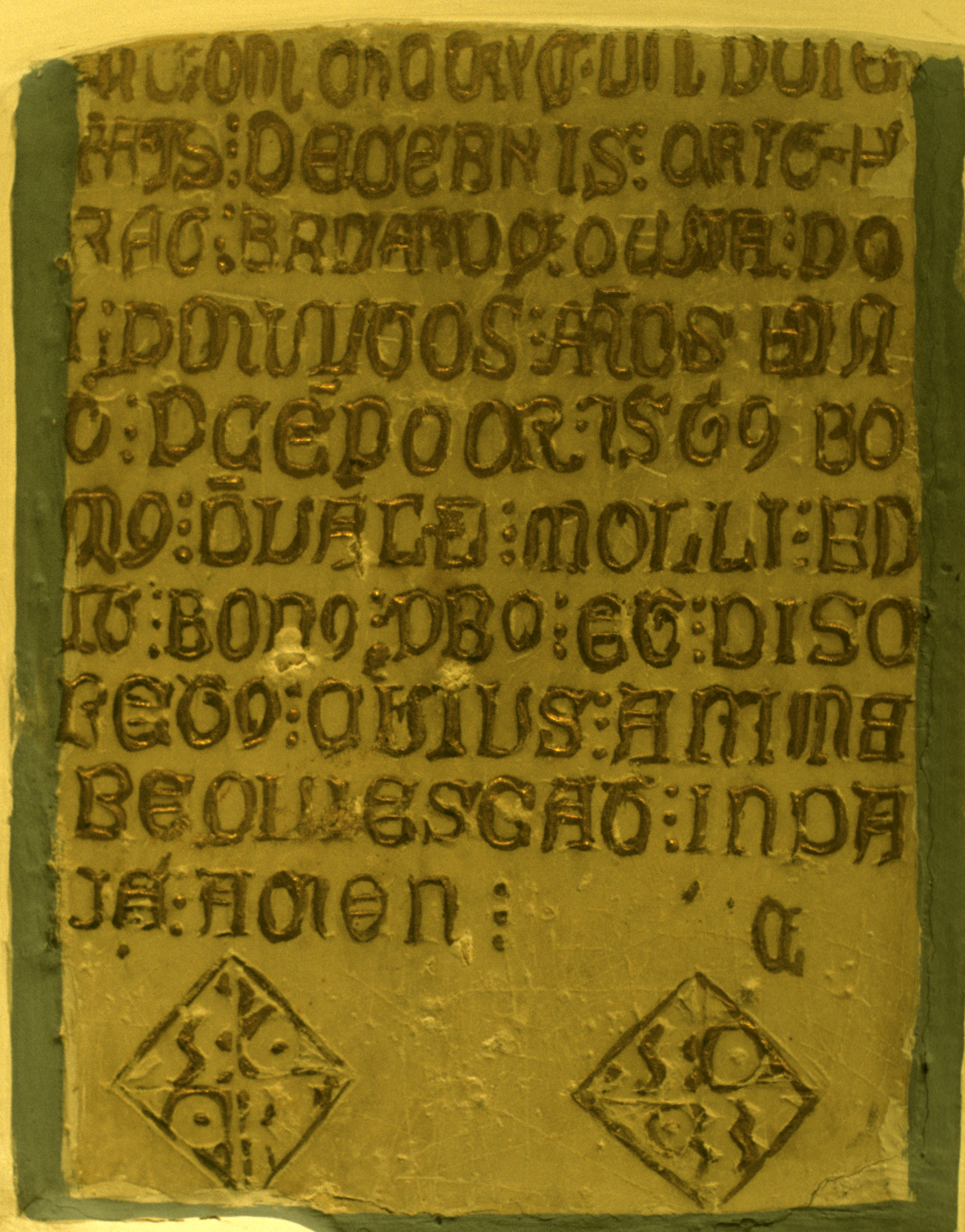
Puigpelat, làpida sepulcral del comanador Pavia, s. XIII.

A començament del segle xv la comanda de l'Hospitalet es fusionà amb la de Selma (El Pla de Manlleu). La misèria i el despoblament del camp català que seguiren la pesta negra en la segona meitat del segle xiv va determinar que a començaments del segle xv, l'Orde de l'Hospital reduís el nombre de comandes. La situació crítica a què havia arribat l'Hospitalet en aquells anys queda palesa en l'estat ruïnós que presentaven els seus edificis l'any 1408.
Els cent anys següents no van ser millors per a la casa hospitalera de Vallmoll. Els comanadors de Selma se'n desentenien cada vegada més, fins al punt que, l'any 1541, el comanador Miquel Ferrer, pel seu compte i risc, fent cas omís als estatuts de l'Orde, va establir a perpetuïtat les terres de l'Hospitalet, acció gravíssima que significava alienar el patrimoni dominical de la casa. El disbarat, no sense dificultats, aconseguí arranjar-lo, vint anys després, el comanador Sant Climent, qui en deixà constància a la Visita de Milloraments que feu l'any 1567. En aquest document s'explica com l'arrendatari de les terres de l'Hospitalet (un tal Prunera de Valls), amb intenció de fer desaparèixer proves de la condició del lloc, havia robat una làpida sepulcral que ho testimoniava. Diu l'escrit que era "una pedra de marbre quadrada que stave engastada en la paret de fora la sglésia sobre lo fossar". L'interès de la pedra es fa evident en la protesta de la gent de Puigpelat, que n'exigiren la restitució, i en l'exhaustiva descripció que en feu el document: “descriptio lapidis: la damunt dita pedra és de marbre de llargària de dos palms y de amplària de un palm y mig en la qual estan entallades les paraules següents: ANNO DOMINI M CC XC VII PRIDIE KALENDAS XBRIS OBIIT FRATER BERNARDUS PAVIA QUI PER MULTOS ANNOS FUIT PRECEPTOR ISTIUS DOMUS DE VALLEMOLLE FUIT BONUS PROBUS ET DISCRETUS CUIUS ANIMA REQUIESCAT IN PACE AMEN (...) ab dos scuts de armes, a la una part unes ones de llarch y a la altra part unes moles e són dins scuts quarterats”.
Les disputes amb el baró de Vallmoll per motiu de les jurisdiccions continuaren en arribar l'època moderna. En aquests anys es veu com Puigpelat va prenent cada cop més protagonisme dins la comanda, fins al punt que, en més d'una ocasió, apareix escrit "comanda de Puigpelat".
L'any 1607, el comanador Junyent, seguint instruccions del capítol provincial, va aplicar la jurisdicció criminal a uns lladres capturats a Puigpelat. El baró de Vallmoll, que aleshores era el primer comte de Savallà, reaccionà capturant i empresonant el batlle hospitaler de Puigpelat. El conflicte s'enverinà, car el comanador demanà ajut a les comandes veïnes de Granyena de Segarra, l'Espluga de Francolí i Barberà de la Conca, que hi acudiren, amb gran nombre d'homes armats, a les ordres de Joan Cabestany, batlle de Barberà.
Més endavant es documenten intervencions armades semblants i un constant estira i arronsa, entre el baró i els hospitalers, en l'atribució de la jurisdicció criminal. A la llarga el contenciós acabà dirimint-se a favor de l'Orde de l'Hospital, però això s'esdevenia ja després de la promulgació del decret de Nova Planta (1716) i, aleshores, la jurisdicció criminal havia passat a ser competència de la Corona "en todo el Reino".
La situació de la comanda en època moderna queda reflectida en un document de 1773, on diu que el comanador tenia tota jurisdicció civil i criminal, alta i baixa, mer i mixt imperi, sobre Puigpelat i la seva quadra de Santa Maria de l'Hospitalet, que administrava el batlle hospitaler de Puigpelat; i que, a més d'aquests llocs, pertanyien a la comanda la quadra de Mas d'en Nots, de Montferri; la quadra de Barbens, de Vilafortuny i Cambrils; i la quadra dels Hospitals, altrament anomenada l'Honor dels Codonys, del Morell.
Puigpelat va formar part de la Vegueria de Tarragona fins al 1716. Després va passar a formar part del Corregiment de Tarragona des del 1716 fins al 1833.

## Dades econòmiques
El 1970 la seva renda anual mitjana per capita era de 49.739 pessetes (298,94 euros).
El 1983 el terme municipal de Puigpelat comptava amb unes 47 explotacions agràries d'entre 0 i 5 hectàrees i unes 58 d'entre 5 i 50 hectàrees.

## Demografia
| Entitat de població | Habitants (2024) |
| Puigpelat           | 611              |
| Puignou             | 220              |
| la Bovera           | 133              |
| els Arcs            | 101              |
| la Sínia            | 78               |
| Sant Joan de Ruanes | 46               |
| la Planella         | 19               |
| Font: Idescat       |                  |

| 1497 f | 1515 f | 1553 f | 1717 | 1787 | 1857 | 1877 | 1887 | 1900 | 1910 |
| ------ | ------ | ------ | ---- | ---- | ---- | ---- | ---- | ---- | ---- |
| 14     | 14     | 17     | 67   | 457  | 751  | 624  | 673  | 680  | 626  |

| 1920 | 1930 | 1940 | 1950 | 1960 | 1970 | 1981 | 1990 | 1992 | 1994 |
| ---- | ---- | ---- | ---- | ---- | ---- | ---- | ---- | ---- | ---- |
| 638  | 565  | 555  | 529  | 491  | 431  | 401  | 441  | 444  | 444  |

| 1996 | 1998 | 2000 | 2002 | 2004 | 2006 | 2008 | 2010  | 2012  | 2014  |
| ---- | ---- | ---- | ---- | ---- | ---- | ---- | ----- | ----- | ----- |
| 486  | 539  | 597  | 552  | 734  | 829  | 953  | 1.001 | 1.024 | 1.083 |

| 2016  | 2018  | 2020  | 2022  | 2024  | 2026 | 2028 | 2030 | 2032 | 2034 |
| ----- | ----- | ----- | ----- | ----- | ---- | ---- | ---- | ---- | ---- |
| 1.121 | 1.151 | 1.163 | 1.199 | 1.205 | -    | -    | -    | -    | -    |

## Fills il·lustres
- Aleix Vidal Parreu